# Ljudmila Novaková
Ljudmila Novaková (* 1. srpna 1959 Maribor) je slovinská politička a poslankyně Evropského parlamentu. Je předsedkyní strany Nové Slovinsko – křesťansko-lidová strana. Od 21. prosince 2011 je místopředsedkyní slovinského Národního shromáždění.

## Mládí a kariéra
Novaková se narodila v Mariboru. Na Mariborské univerzitě studovala slovinský a německý jazyk. V letech 1982 až 2001 působila jako učitelka nejprve v Murské Sobotě, poté ve Višnja Goře a nakonec v Moravči.

## Politická kariéra
Nováková vstoupila do politiky v roce 2001, kdy byla zvolena starostkou Moravče. V roce 2002 se stala členkou výkonné rady strany Nové Slovinsko. V roce 2004 byla zvolena do Evropského parlamentu. Jako členka Evropské lidové strany byla jmenována členkou Výboru pro kulturu a vzdělávání. V roce 2022 se připojila k vyšetřovacímu výboru, který prošetřoval používání Pegasu. Je také zástupkyní ve Výboru pro regionální rozvoj, členkou delegace ve Smíšeném parlamentním shromáždění AKT-EU a zástupkyní v delegaci pro vztahy s Mercosurem.
Po slovinských parlamentních volbách v roce 2008, kdy Nové Slovinsko nezískalo žádná křesla v Národním shromáždění (NA), dolní komoře slovinského parlamentu, byla zvolena předsedkyní strany. Ve slovinských parlamentních volbách v roce 2011 strana získala 4 křesla.
V mládí se naučila jazyk esperanto, ale dnes jím aktivně nemluví. Pořád mu však rozumí. V roce 2007 se zúčastnila 7. kongresu Evropské esperantské unie ve slovinském Mariboru. Dne 21. ledna 2009 předložila Evropskému parlamentu ve Výboru pro kulturu (pod označením PE 416.668v01-00) tři návrhy na změnu v článku 4, který se týkal esperanta.